# Świnice Warckie
Świnice Warckie is een dorp in het Poolse woiwodschap Łódź, in het district Łęczycki. De plaats maakt deel uit van de gemeente Świnice Warckie en telt około 920 inwoners.